# Bruno Rolland
Bruno Rolland (Parigi, 1964) è un regista, sceneggiatore e attore francese.

## Biografia
Nato a Parigi ma cresciuto vicino a Tours, si ritrova alla testa del Rencontres Henri-Langlois, festival cinematografico internazionale fondato nel 1977, che co-dirige assieme a Berchon Maryse Fontaine. I successivi tre anni sono ricchi di successi e Rolland è il più giovane direttore di un festival in Francia. Rolland decide di lasciare la direzione del festival all'amico Fontaine e si trasferisce a Parigi per fare il regista. Qui riesce ad ottenere l'appoggio del Centre national du cinéma ed a girare il suo primo cortometraggio, dal titolo Le Regard de l'autre, vincitore di numerosi premi in Francia e all'estero.
Anche il successivo Quelque chose de différent sarà premiato in varie parti del mondo.
Nel 2010 dirige il suo primo lungometraggio, Léa, uscito il 6 luglio 2011.

## Filmografia

### Regista
- Le Regard de l'autre (1992) - cortometraggio[1]
- Quelque chose de différent (1995) - cortometraggio
- La forêt du monde (2007) - cortometraggio
- Léa (2011)

### Sceneggiatore
- Quelque chose de différent, regia di Bruno Rolland (1995) - cortometraggio
- La forêt du monde, regia di Bruno Rolland (2007) - cortometraggio
- Léa, regia di Bruno Rolland (2011)
- Mineurs 27, regia di Tristan Aurouet (2011)

### Attore
- Nicole et Daniel, regia di David Fauche (2004) - cortometraggio
- Tutti i battiti del mio cuore (De battre mon cœur s'est arrêté), regia di Jacques Audiard (2005)[1]

## Premi e riconoscimenti
- 1995 Miglior film al Tampere Film Festival per Quelque chose de différent
- 2011 Délégation artistique al Festival Internationale di Hof per Léa[1]